# El fuego bajo la sotana
El fuego bajo la sotana (en francés, Le feu sous la soutane) es una novela del escritor ruandés Benjamin Sehene. El libro fue editado en París por la Editorial L'Esprit Frappeur en 2005.

## Reseña
El libro está inspirado en ua historia real sobre un sacerdote hutu, el padre Stanislas, que acoge a refugiados tutsis en su iglesia antes de aprovecharse de algunas mujeres y finalmente participar en las masacres. 